# 兰施图尔
兰施图尔（發音：[ˈlantʃtuːl] ⓘ）是德国莱茵兰-普法尔茨州凯撒斯劳滕县的城市，面积15.34平方千米，2023年12月31日人口为8,305人。当地建有美国陆军医院。

## 人物
- 罗布·托马斯（英语：Rob Thomas (musician)），美國樂團火柴盒二十隊長、主唱、鋼琴手和吉他手
- 肖恩·布拉德利，徳美雙重國籍籃球中鋒

## 友好城市
兰施图尔与以下城市结为友好城市：
- 法國 蓬塔穆松（1967年）
- 德国 巴特明斯特阿姆施泰因-埃伯恩堡（1998年）